# 薇槽属
薇槽属是动物分类学的一个阶元, 即绦虫纲中的四叶目叶槽科中的一属。鉴别特征如下：
绦虫头节具有四个大型具柄的槽盘。槽放松时呈喇叭状，收缩时附着面凹凸不平，边缘具不规则皱褶。槽盘横切面呈圆形或三角形，边缘皱褶。头节不具副吸盘或吻突。颈部存在。节片数目多。生殖孔位于节片侧缘中线前，左右不规则交替。生殖腔发育良好。阴茎囊长形，阴茎具棘。睾丸数目众多，分左右两部分分布于节片中部，有时可分布至卵巢后。卵巢分为四叶。卵黄腺位于节片两侧，有时可侵入睾丸分布区。子宫囊状，有时具侧分支，分布于节片中部，向前可达节片前缘。成虫寄生于软骨鱼类。拉丁属名为Rhodobothrium，本属有人翻译成“蔷薇绦虫属”。